# 3232 Breszt
A 3232 Brest (ideiglenes jelöléssel 1974 SL) a Naprendszer kisbolygóövében található aszteroida. Ljudmila Ivanovna Csernih fedezte fel 1974. szeptember 19-én.